# تاي واهيبونامو

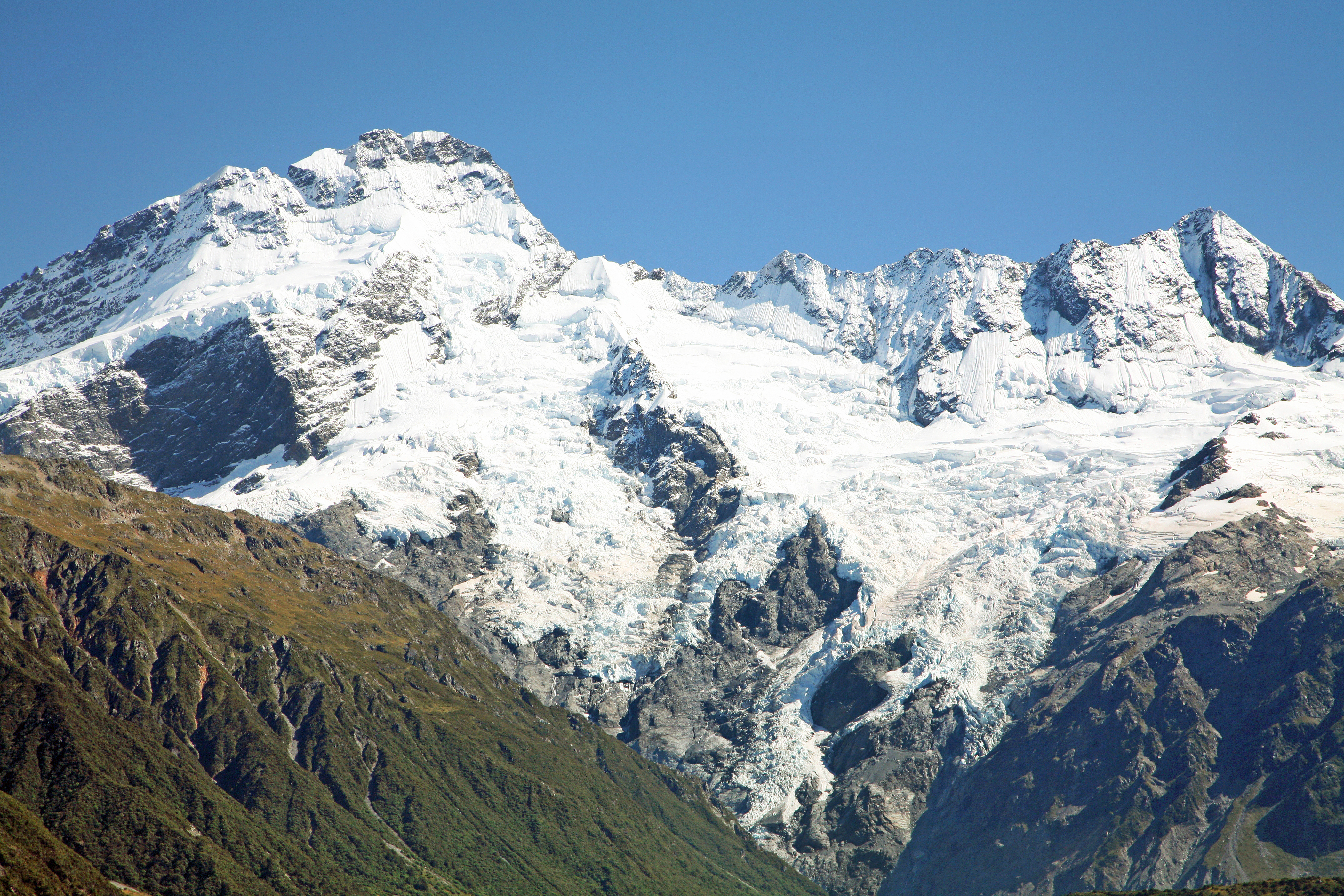
جبل كوك أحد الحدائق الوطنية الموجودة في تاي واهيبونامو

تاي واهيبونامو (الماوري لأجل "مكان جرينستون") وهو موقع من مواقع التراث العالمي يقع في الركن الجنوبي الغربي للجزيرة الجنوبية في نيوزيلندا.
 
,تم وضعها على قائمة مواقع التراث العالمي عام 1990 وتغطي مسافة 26,000 كيلومتر مربع، ويتضمن الموقع العديد من الحدائق الوطنية: 
- آوراكي/جبل كوك
- فيوردلاند
- جبل آسبيرينج
- وست لاند

ومن المعتقد أنها تحتوي على بعض أفضل النماذج المعاصرة من النباتات والحيوانات الأصلية الموجودة في غندوانا، 
وهي من الأسباب التي وضعتها على القائمة كموقع للتراث العالمي.

## وصلات خارجية
- Te Wāhipounamu - South West New Zealand World Heritage Area - Department of Conservation
- UNEP-WCMC World Heritage Site datasheet
- UNESCO World Heritage site profile